# Westland Whirlwind (jachtvliegtuig)
De Westland Whirlwind was een Brits tweemotorig gevechtsvliegtuig, gebouwd door Westland Aircraft.  De eendekker kwam in 1940 in dienst en was het eerste tweemotorige gevechtsvliegtuig in de Royal Air Force. Het toestel was uitgerust met vier zware kanonnen in de neus en werd gebruikt tot 1943.

## Geschiedenis
De Whirlwind werd ontworpen naar een specificatie van het Britse luchtvaartministerie uit 1935 voor een met kanonnen bewapende onderschepper. Westland Aircraft won het contract met een ontwerp van W.E.W. Petter (die later ook de English Electric Canberra en de Folland Gnat ontwierp). Het ministerie bestelde twee prototypes, waarvan het eerste vloog op 11 oktober 1938.  In die periode van snelle herbewapening werd reeds in januari 1939 een serie van tweehonderd toestellen besteld, waarvan de eerste in september 1939 moesten geleverd worden. Korte tijd later werden nog eens 200 Whirlwinds besteld. De productie liep evenwel vertraging op en de eerste toestellen werden pas in juni 1940 afgeleverd. Dit alles gebeurde in het geheim; het was pas in augustus 1941 dat het ministerie officieel het bestaan van het vliegtuig bekendmaakte.
Het toestel had een hoge topsnelheid op lage hoogte (sneller dan de eerste Supermarine Spitfire-versies van die tijd), een hoge klimsnelheid, goede manoeuvreerbaarheid en de piloot had een goed zicht in alle richtingen. In actie bleek de Whirlwind echter vooral geschikt om gronddoelen te beschieten. Op hoogte waren de prestaties onvoldoende maar Rolls-Royce, de producent van de Peregrine-motoren voor de Whirlwind, wilde geen verbeterde motoren ontwikkelen, omdat de productie van Merlin-motoren voorrang kreeg (de Whirlwind was het enige toestel met Peregrine-motoren). De optie om de Whirlwind met andere motoren uit te rusten werd verworpen door het luchtvaartministerie. Dit betekende dat de inzetbaarheid en de operationele levensduur van het toestel sterk beperkt werden. De tweede bestelling voor 200 Whirlwinds werd in 1940 geannuleerd en de eerste bestelling werd teruggebracht tot 114 stuks. De laatste daarvan werd voltooid in januari 1942.
Tegen het einde van 1942 werd de Whirlwind aangepast als bommenwerper, met een bom van 250 of 500 Engelse pond (113,5 of 227 kg) onder elke vleugel. Omdat de bommen gewoonlijk vanop lage hoogte werden afgeworpen waren ze meestal voorzien van een vertraagde ontsteking.
In 1943 werden de Whirlwinds vervangen door Hawker Typhoons.